# Liam Hendriks
Liam Johnson Hendriks, född den 10 februari 1989 i Perth, är en australisk professionell basebollspelare som spelar för Chicago White Sox i Major League Baseball (MLB). Hendriks är högerhänt pitcher.
Hendriks har tidigare spelat för Minnesota Twins, Toronto Blue Jays, Kansas City Royals, Blue Jays igen och Oakland Athletics. Han har tre gånger tagits ut till MLB:s all star-match (2019 och 2021–2022), två gånger till All-MLB First Team (2020–2021) och en gång till All-MLB Second Team (2019). 2020–2021 vann han Reliever of the Year Award i American League (AL). Han hade flest saves i AL 2021.
Hendriks representerade Australien vid World Baseball Classic 2009.